# Stafstedt
Stafstedt település Németországban, Schleswig-Holstein tartományban. Lakosainak száma 371 fő (2023. december 31.).

## Népesség
A település népességének változása:
| Lakosok száma | 376  | 375  | 362  | 364  | 368  | 371  |
|               | 1975 | 2017 | 2019 | 2021 | 2022 | 2023 |